# إريكا جونسون
إريكا جونسون هي متسابقة ملكة الجمال وعارضة سويدية، ولدت في 1982 في السويد. بالإضافة إلى مسيرتها المهنية في عرض الأزياء ، ظهرت جونسون في Boat Trip جنبًا إلى جنب مع فيكتوريا سيلفشتيدت وAfter School Special و American Standard

## وصلات خارجية
- إريكا جونسون على موقع IMDb (الإنجليزية)